# Адам Джонс (канадський вчений)
Адам Джонс (англ. Adam Jones; нар. 30 серпня 1963, Сінгапур) — політолог, письменник та фотожурналіст, що працює в університеті Британської Колумбії Оканаган, у місті Келоуна (Британська Колумбія, Канада).
Він є виконавчим директором «проекту освітнього Фонду з гендерних питань» Gendercide Watch. Він був обраний як один із «п'ятдесяти ключових мислителів на тему Голокосту та Геноциду» за книгу з цієї теми, що була опублікована в 2010 році.

## Геноцид
А.Джонс став відомим за його роботу в порівняльних дослідженнях геноциду. Також він є автором підручника в галузі "Геноцид: всебічне введення (англ. Genocide: A Comprehensive Introduction), виданого другим виданням у Раутледжі у 2010 році.
А.Джонс — автор та редактор багатьох робіт про геноцид та злочини проти людяності, включаючи, «Зло геноциду: нариси і роздуми» (англ. The Scourge of Genocide: Essays and Reflections; Раутледж, 2013).
З 2005 по 2007 роки він був молодшим науковим співробітником програми з вивчення геноциду в Єльському університеті. Також А.Джонс був старшим редактором часопису «Журнал досліджень геноциду» з 2004 по 2013 рр. і редагував книжкові серії «Студії геноциду та злочини проти людства» для  видавництва «Супровід» («англ. Routledge»).

## Гендер і міжнародні відносини
А.Джонс відомий своїм характерним підходом до вивчення гендерних та міжнародних відносин. У 1999 році, разом з Карлою Бергман та Нартом Вільневим, він став співзасновником веб неурядової організації Gendercide Watch. Організація була створена аби «протистояти ґендерно-вибірковим звірствам проти чоловіків та жінок у всьому світі». Його нариси про стать (гендер), насильство та міжнародну політику входять до збірника «Ґендерне включення: нариси про насильство, чоловіків та феміністські міжнародні відносини» (англ. Gender Inclusive: Essays on Violence, Men, and Feminist International Relations; Раутледж, 2009). Редагований том «Викрадення чоловіків у війну та геноцид» охоче друкується видавництвом «Ротледж».

## ЗМІ і політичних перетворень
Дослідження А.Джонса під час навчання в магістратурі та під час захисту кандидатської дисертації, спрямовані на вивчення ролі мас-медіа і процесів демократизації та політичних перетворень. Його дослідження перетворень у Нікарагуа було опубліковано у 1979—1998 рр. в газеті Barricada у статтях «За межами барикад: Нікарагуа» та «Боротьба за сандиністську пресу» (Університет Вандербіль, 2002 р.)
Докторська дисертація А.Джонса отримала назву: «Преса в процесі переходу»: Порівняльне дослідження Нікарагуа, Південної Африки, Йорданії та Росії (Німецький зарубіжний інститут; англ. Deutsches Übersee-Institut, 2002).

## Книги Адама Джонса
- Jones, Adam (2013). The Scourge of Genocide: Essays and Reflections. Routledge. ISBN 9780415690539.
- Jones, Adam (2013). In Iran: Text and Photos. Lulu Press. ISBN 9780991852208.
- Jones, Adam, ed. (2012). New Directions in Genocide Research. Routledge. ISBN 0-415-49597-0.
- Jones, Adam (2010). Genocide: A Comprehensive Introduction (вид. 2nd). Routledge. ISBN 0-415-48619-X.
- Jones, Adam, ed. (2009). Evoking Genocide: Scholars and Activists Describe the Works That Shaped Their Lives. The Key Publishing House Inc. ISBN 978-0-9782526-9-4.
- Jones, Adam, ed.; Nicholas A. Robins (2009). Genocides by the Oppressed: Subaltern Genocide in Theory and Practice. Indiana University Press. ISBN 978-0-253-35309-2.
- Jones, Adam (2009). Gender Inclusive: Essays on Violence, Men, and Feminist International Relations. Routledge Publishers. ISBN 978-0-415-77513-7.
- Jones, Adam, ed. (2008). Genocide (4 volumes). Sage Publishers. ISBN 978-1-84787-022-3.
- Jones, Adam (2008). Crimes Against Humanity: A Beginner's Guide. OneWorld Publications. ISBN 978-1-85168-601-8.
- Jones, Adam (2008). Latin American Portraits (travel photography). The Key Publishing House Inc. ISBN 978-0-9782526-3-2.
- Jones, Adam (2006). Genocide: A Comprehensive Introduction. Routledge Publishers. ISBN 0-415-35384-X.
- Jones, Adam, ed. (2005). Kal Holsti: Ensayos Escogidos (Kal Holsti: Selected Essays). CIDE. ISBN 9789687420165.
- Jones, Adam, ed. (2004). Men of the Global South: A Reader. Zed Books. ISBN 1-84277-513-8.
- Jones, Adam, ed. (2004). Gendercide and Genocide. Vanderbilt University Press. ISBN 0-8265-1445-6.
- Jones, Adam, ed. (2004). Genocide, War Crimes & the West: History and Complicity. Zed Books. ISBN 1-84277-191-4.
- Jones, Adam (2002). Beyond the Barricades: Nicaragua and the Struggle for the Sandinista Press, 1979-1998. Ohio University Press. ISBN 0-89680-223-X.
- Jones, Adam (2002). The Press in Transition: A Comparative Study of Nicaragua, South Africa, Jordan, and Russia. Deutsches Übersee-Institut. ISBN 3-926953-53-5.